# Nagytarcsa
Nagytarcsa es un pueblo húngaro perteneciente al distrito de Gödöllő, condado de Pest.

## Superficie
Cuenta con una superficie de 12,14 km².

## Demografía
Hasta 2024 la población era de 6569 habitantes, con una densidad de población de 541,10 hab/km².
| Gráfica de evolución demográfica de Nagytarcsa entre 2020 y 2024 |
|                                                                  |
| Datos según la Oficina Central de Estadística de Hungría.        |